# Боньча 2
Бонча 2 (пол. Bończa II) — польский дворянский герб.
Герб внесен в Часть 1 Гербовника дворянских родов Царства Польского.

## Описание
В голубом поле белый единорог, пересеченный золотым полумесяцем, рогами вправо, несколько вверх обращенным; у верхнего рога три золотые шестиконечные звезды, в виде треугольника обращенного основанием вниз. В навершии шлема выходящий белый единорог, вправо. 

## Герб используют
Герб Бонча 2 употребляют: Мясковские, Стемпинские. 
Мясковские: Поселившиеся в Великой Польше. Войтех из-Мяскова Мясковский, в 1642 году, владел имением Сержпово, Вольшево и Неташково. Лев, Кастелянич Лендзкий, в 1761 году купил там же имение Осек.
Стемпинскиѳ: Первоначально в Бельской Земле оседлые. Из них Войтех Павлов сын ещё в 1694 году владел там земским имением Тршецины и Гоголе.